# Radar (revista)
Radar foi uma revista em quadrinhos lançada em 1987 pela Press Editorial. Editada por Franco de Rosa e com obras inéditas de alguns dos principais quadrinistas brasileiros da época, como Watson Portela, Mozart Couto, Spacca, Joe Bennett e Jonas Schiaffino, além do próprio Franco, a revista tinha como slogan "Um gibi inteligente para adultos. Uma diversão criativa e 100% nacional". A revista também trazia uma reportagem sobre o aniversário de 20 anos do Salão Internacional dos Quadrinhos de Lucca, na Itália. Em 1988, a revista ganhou o Prêmio Angelo Agostini como "melhor lançamento". Em 2017, a editora Criativo lançou o livro Radar 30 Anos com a republicação da revista original.